# Línia Yamanote

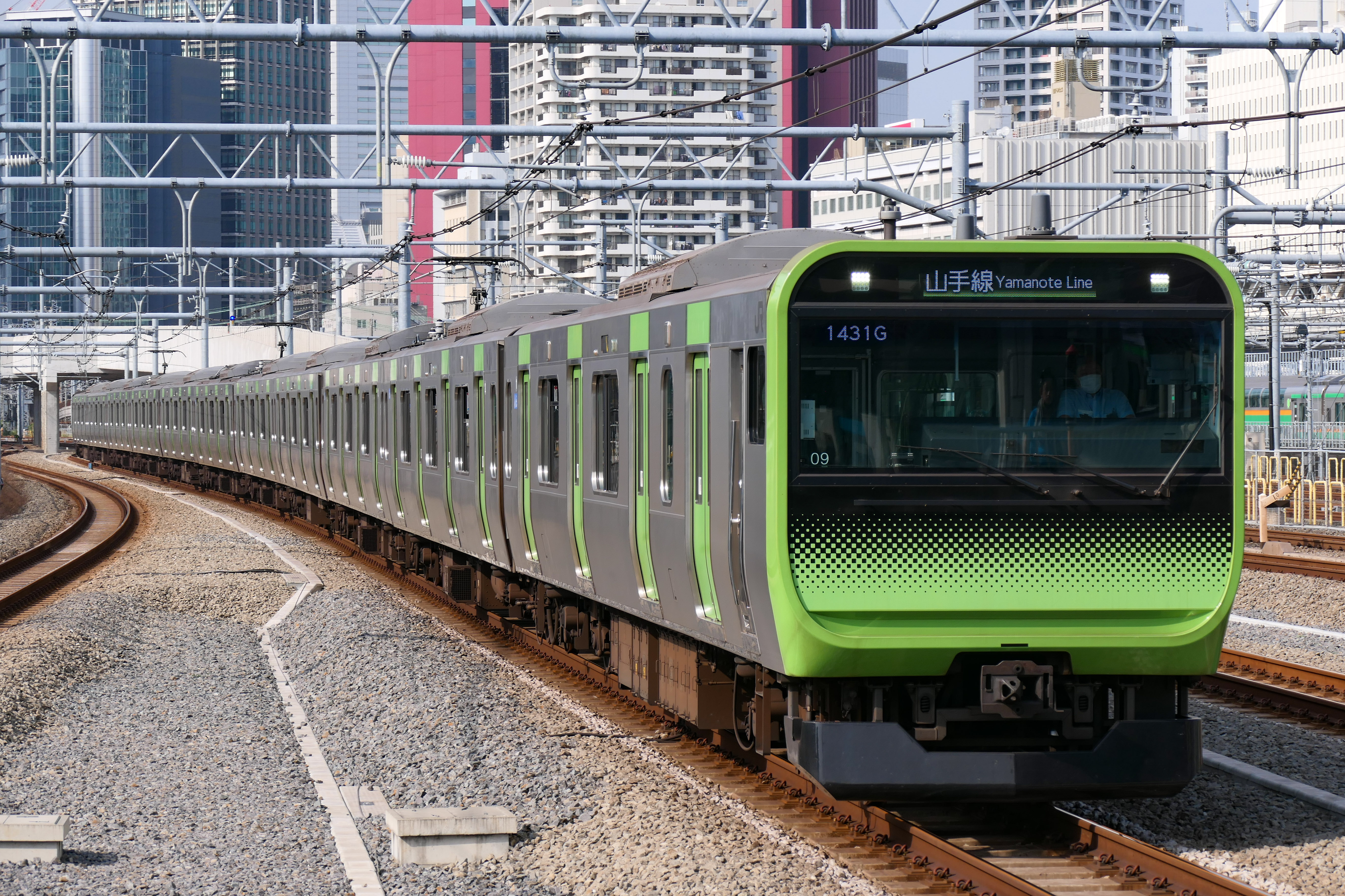
Màquina E235

La línia Yamanote (山手線) és una línia ferroviària de la companyia JR East. És una línia circular a Tòquio (Japó) amb uns 34,5 km de longitud en total. Inclou 29 estacions i el temps de recorregut és al voltant d'una hora. Els trens són de color acer amb ratlles verdes.
La línia travessa els districtes de Tòquio següents: Shinjuku, Shibuya, Marunouchi, Tòquio, Ueno, Akihabara, Ikebukuro. Hi ha connexions amb diverses línies, en particular amb la línia Chuo que travessa Tòquio d'est a oest.
Per la seva posició topogràfica i la seva circularitat, la línia Yamanote transcorre en bona part a l'aire lliure, amb alguns trams soterrats i d'altres a mitja falda, d'on li ve el nom.

## Servei

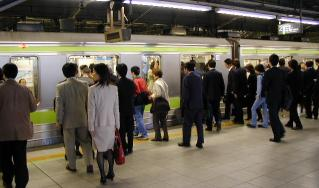
Passatgers agafant el tren

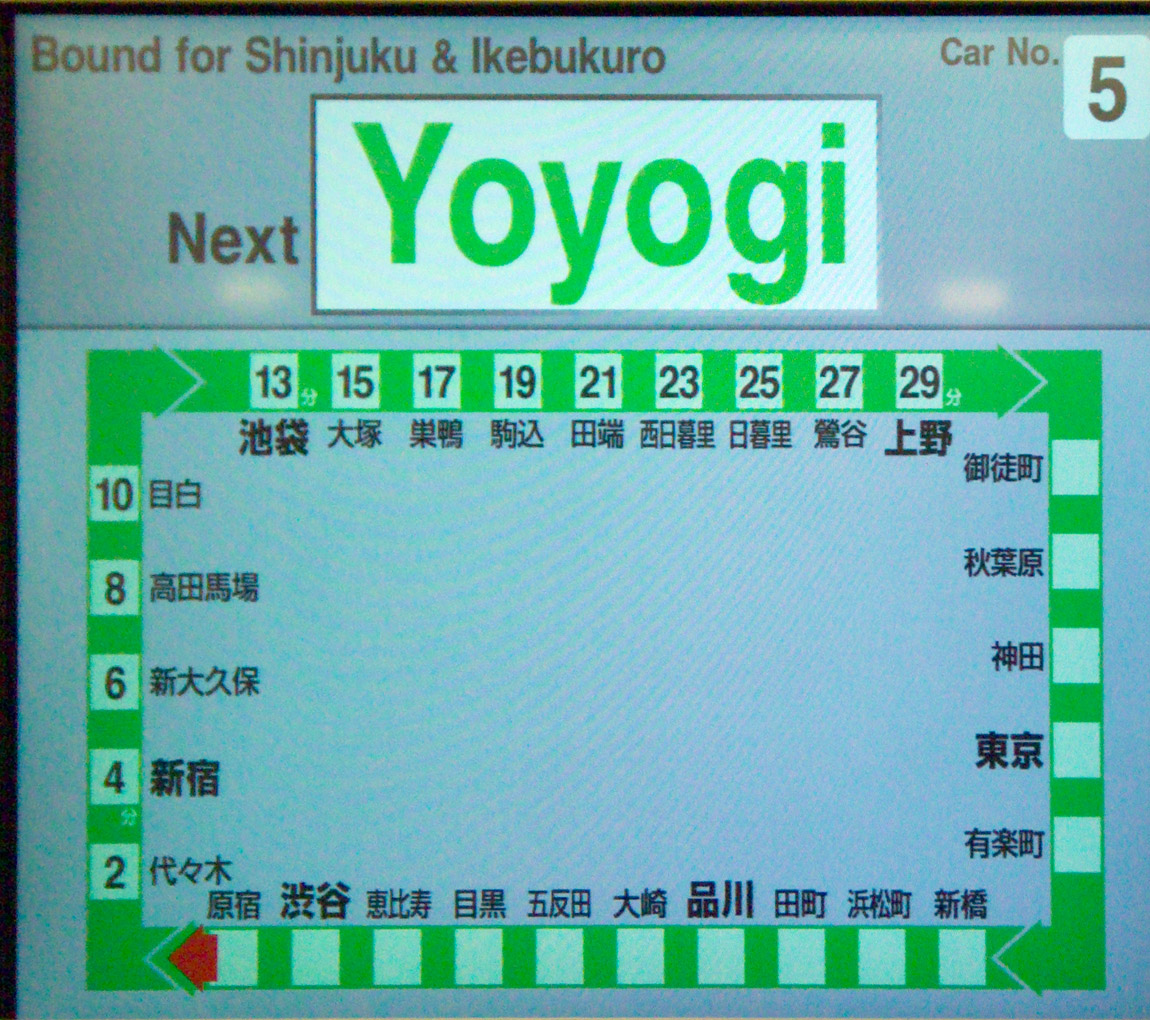
Pantalla de l'interior del tren anunciant les parades. Les estacions principals són en negreta. S'inclou informació dels minuts que manquen fins a cada estació.

Els trens circulen de les 4:30 del matí a la 1:20 de la matinada, amb trens cada dos minuts a les hores punta. Els trens entren en la línia normalment a l'estació d'Ōsaki, però també a les estacions d'Ikebukuro i Shinagawa. Els trens que circulen segons les agulles del rellotge s'anomenen (外回り, soto-mawari, cercle extern), els que circulen en sentit invers són anomenats (内回り, uchi-mawari, cercle intern). Els trens, com els vehicles de carretera al Japó, circulen per l'esquerra, a l'anglesa.

## Nom

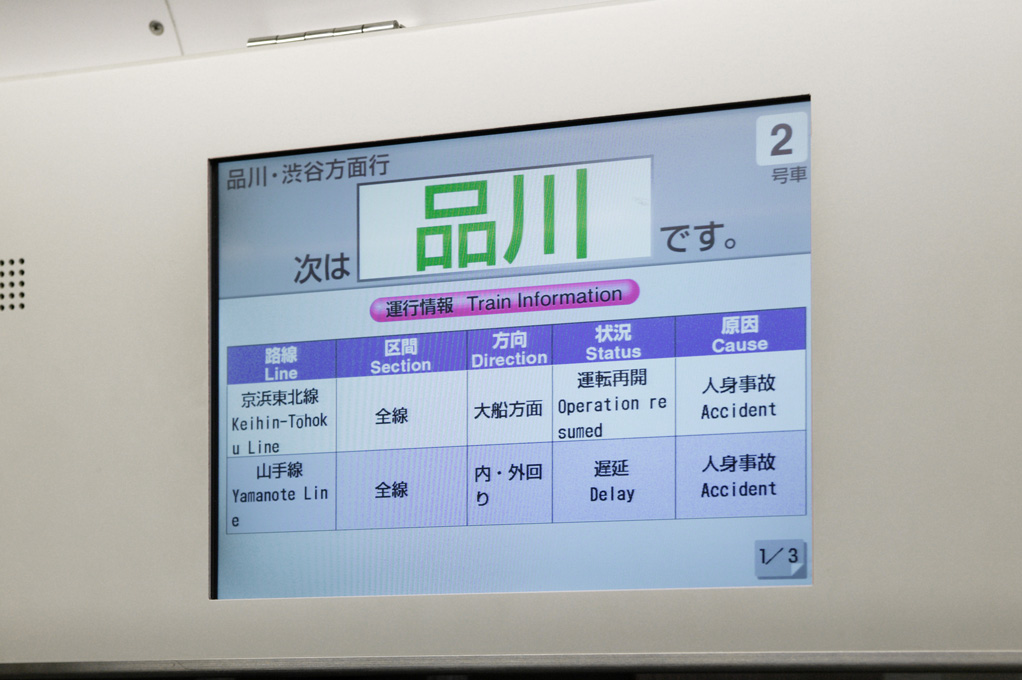
Anunci de l'estació de Shinagawa anunciant problemes.

El nom Yamanote significa “falda de muntanya”, per la posició topogràfica de la línia, que transcorre en bona part a l'aire lliure, amb alguns trams soterrats i d'altres a mitja falda.
Oficialment l'estació s'escriu sense el kana "no" (の or ノ), la qual cosa fa la pronunciació ambigua perquè es podria llegir Yamate (això és, s'escriu 山手線 -Yama-te eki- en lloc de 山の手線 -Yama-no-te eki).

## Estacions

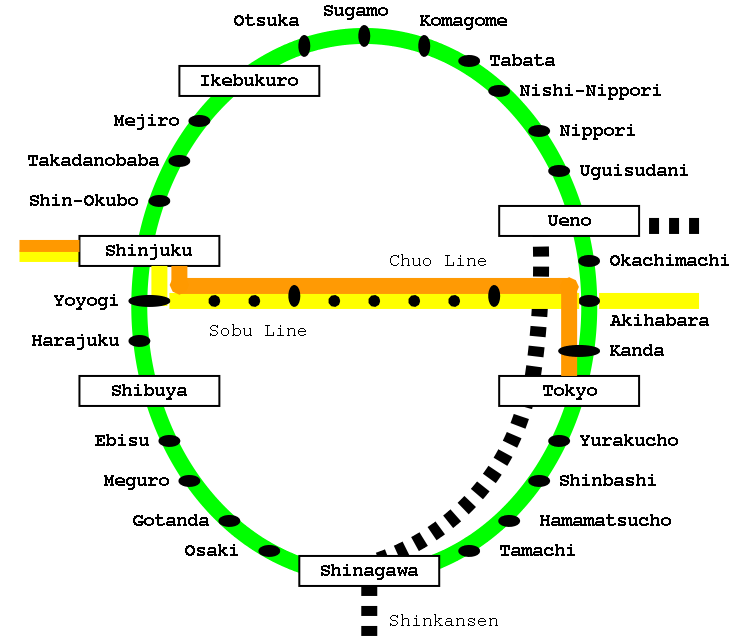
Esquema de la línia Yamanote (verda)

Hi ha 29 estacions.

### Llista d'estacions
- Començant el recorregut a l'estació de Tòquio i recorrent-les segons les agulles del rellotge: 
  - Estació de Tòquio
  - Yūrakuchō
  - Shimbashi
  - Hamamatsuchō
  - Tamachi (Tōkyō)
  - Takanawa Gateway
  - Shinagawa
  - Ōsaki (Tōkyō)
  - Gotanda
  - Meguro
  - Ebisu (Tōkyō)
  - Shibuya
  - Harajuku
  - Yoyogi
  - Shinjuku
  - Shin-Okubo
  - Takadanobaba
  - Mejiro
  - Ikebukuro
  - Otsuka
  - Sugamo
  - Komagome
  - Tabata (Tōkyō)
  - Nishinippori
  - Nippori
  - Uguisudani
  - Ueno
  - Okachimachi
  - Akihabara
  - Kanda

## Automatització de la línia
JR East té com a objectiu implementar trens automatitzats preveient l'escassetat de conductors que es dedueix de les dades demogràfiques, que indiquen una disminució molt important de la població al Japó. La línia Yamanote ha estat un camp de proves ideal per la seva configuració en bucle. Les proves dels darrers anys s'han fet de nit i sense passatgers.
El 25 de febrer de 2022 es va fer però la primera prova de dia i amb una selecció de passatgers, majoritàriament periodistes. Va tenir èxit. Durant la prova, el tren va fer automàticament la volta a la línia dues vegades. JR East té la intenció de millorar el sistema d'operació automàtica de trens (ATO) a partir dels resultats d'aquesta mena de proves, que pensa repetir i incrementar.
El pla d'execució tenia definit que el tren de la sèrie E235, el més nou de la línia Yamanote, equipat amb el sistema experimental ATO, sortís de l'estació d'Osaki i circulés en sentit horari. Un conductor es trobava a la cabina per poder resoldre circumstàncies imprevistes i per determinar que el tren circulava correctament, controlant paràmetres com ara l'acceleració, desacceleració i parada a cada estació amb altres trens en servei al seu voltant. El tren no transportava passatgers habituals.
Aquesta és la quarta prova de la línia Yamanote. Les tres primeres proves es van fer només de nit entre l'últim tren del dia i el primer tren del següent. Una prova al gener de 2019 es va fer pública als mitjans per primer cop.